# WHA Amateur Draft
Der WHA Amateur Draft war die Talentrekrutierung der professionellen Eishockeyliga World Hockey Association, die 1972 gegründet wurde und wegen finanziellen Problemen 1979 mit der National Hockey League fusionierte. Der Amateur Draft wurde einmal im Jahr von 1973 bis 1977 abgehalten, doch da mit der NHL eine traditionsreiche Konkurrenzliga existierte, spielten nur wenig gedraftete Spieler in der WHA und zogen stattdessen eine Karriere in der NHL vor. So spielten beispielsweise nur drei der 15 in der ersten Runde ausgewählten Spieler aus dem Jahr 1975 überhaupt in der WHA. Zum Teil versuchte man die Talente mit sehr hohen Gehältern zu locken, wie Pat Price, der ein Einstiegsgehalt in Höhe von 1,3 Millionen US-Dollar erhielt, was selbst heutzutage in der NHL keinem Liganeuling gezahlt wird.
1977 wurde der letzte Amateur Draft abgehalten, weil sich die Liga entschied, dass die Teams junge Spieler direkt als Free Agents verpflichten sollten, um somit die NHL-Teams mit niedrigeren Gehältern auszustechen. So konnten die Indianapolis Racers 1978 Wayne Gretzky verpflichten. Hinzu kam, dass Gretzky erst 17 Jahre alt war und die NHL-Teams nur Spieler verpflichten durften, die mindestens 18 Jahre alt sind.
Von den Erstgewählten spielten Bob Neely und Blair Chapman nie in der WHA, Pat Price verließ schon nach einem Jahr die Liga, nur Claude Larose und Scott Campbell spielten etwas länger in der WHA.